# Gertrudenkapelle (Güstrow)

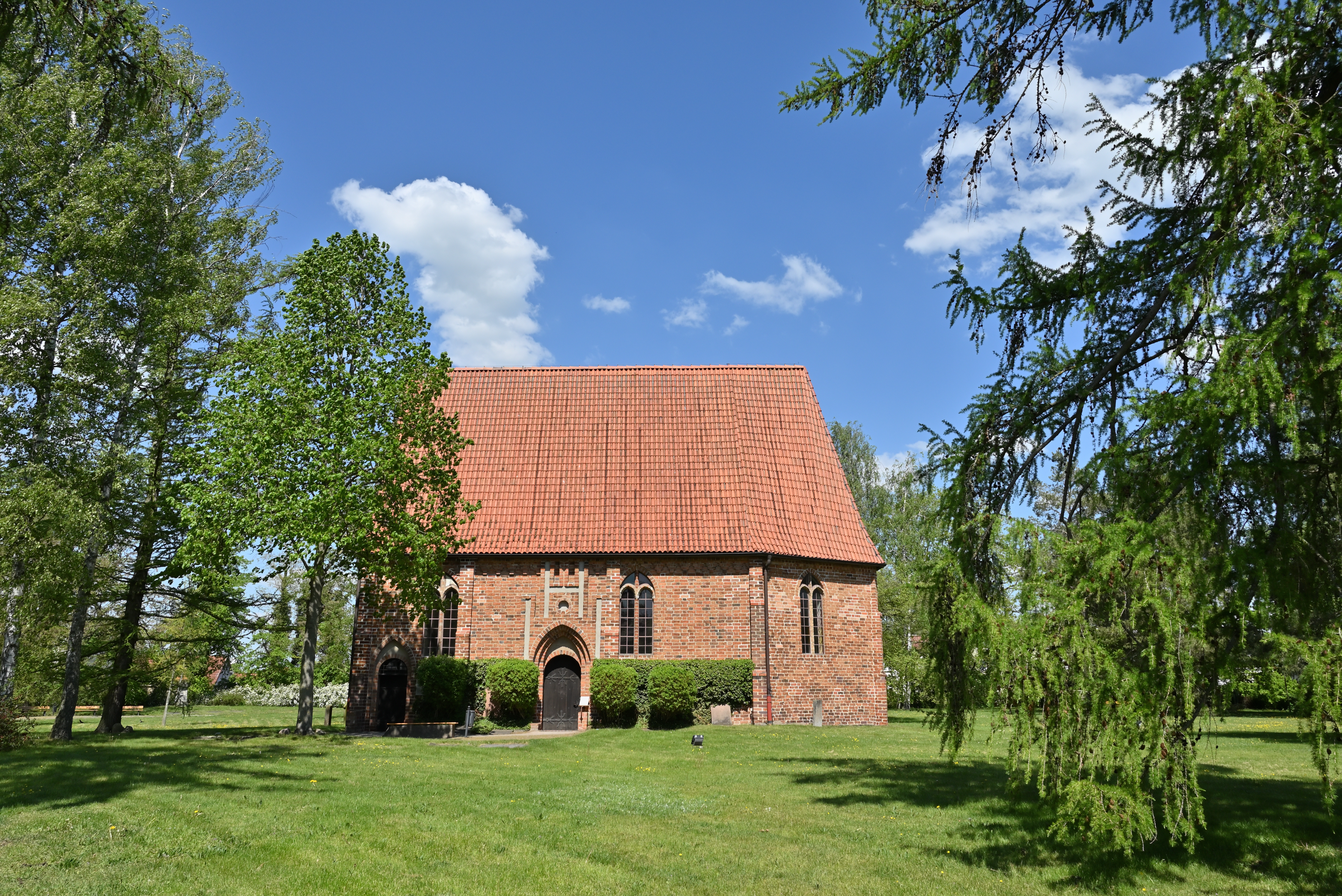
Gertrudenkapelle von Süden (2023)

Die Gertrudenkapelle in Güstrow ist eine denkmalgeschützte ehemalige Kapelle, die ihre jetzige Form durch zwei einschneidende Nutzungsänderungen im 20. Jahrhundert erhielt. Sie dient seit 1953 als Ausstellungsort von Werken Ernst Barlachs und Gedenkstätte an ihn.

## Baugeschichte
Die Kapelle, die das Patrozinium der Heiligen Gertrud von Nivelles trug, ist erstmals 1430 bei der Stiftung einer Vikarie als capella beate Gertrudis extra muros opidi Gustrow bezeugt. Sie lag vor dem Hageböker Tor der Stadt Güstrow und war vermutlich mit einem Spital oder einer Pilgerherberge verbunden. Kirchlich galt sie als Filialkirche der Güstrower Pfarrkirche St. Marien und unterstand dem Bistum Cammin.
In ihrer äußeren Erscheinung ähnelt sie den Siechenhauskapellen in Klein Grönau und vor Dassow. Sie unterscheidet sich jedoch in ihrer Länge und darin, dass die Seitenwände nicht massiv aus Backsteinen gemauert sind, sondern aus einem Fachwerkrahmen bestehen, dem eine Backsteinschicht vorgeblendet ist. Der rechteckige, einschiffige und nicht mit Gewölben, sondern einer flachen Holzdecke versehene Bau hat nach Osten hin einen sehr flachen dreiseitigen Chorabschluss, wobei die Ostwand heute (und wohl erst seit 1937) mit drei zweibahnigen Fensteröffnungen versehen ist. Die massive Westfassade ist außen mit fünf langen, rundbogigen Doppelnischen verziert. Im Innern hatte sie schwache Lisenen. Die Form der Fenster und die rundbogigen Nischen innen unter den Chorfenstern verweisen schon ins 16. Jahrhundert. 1936 vermutete A. F. Lorenz, die Kapelle sei in ihrer Fachwerkform als Notkirche nach dem Stadtbrand von 1503 entstanden und erst später mit Backsteinen verkleidet worden. Die Portale der Kapelle liegen in der Nord- und Südwand in einem Backsteinkern und haben nach außen einen gegliederten und verzierten Backsteinrahmen.
Wohl schon immer war die Kapelle mit einem Begräbnisplatz verbunden, aus dem nach der Reformation der Gertruden-Kirchhof wurde. Im 18. Jahrhundert entstanden mehrere Mausoleen entlang der Friedhofsmauer und auch die Kapelle wurde in dieser Zeit für Begräbnisse genutzt; so fand sich in ihr der Grabstein des Apothekers Johann Jacob Wahnschafft von 1737. Wohl noch bis ins 19. Jahrhundert fanden in der Kapelle Trauerfeiern statt; aber schon bei der Beschreibung durch Georg Christian Friedrich Lisch 1856 war sie verlassen, leer und wüst, längst aufgegeben und ausgeräumt. Die Kanzel verschwand um 1820. Die Kapelle diente nun mitunter als Leichenhalle und als Schuppen für die Werkzeuge der Totengräber.
Im Innern sah Lisch noch Bemalung mit Ziegelsteinfugen. Noch bis zur „Restaurierung“ von 1936 erhalten und durch Fotografien dokumentiert sind Renaissance-Rankenmalerei unter den Fenstern und figürliche Darstellungen im Chorbereich, darunter St. Michael als Seelenwäger.

## Nationalsozialistische Ahnenhalle

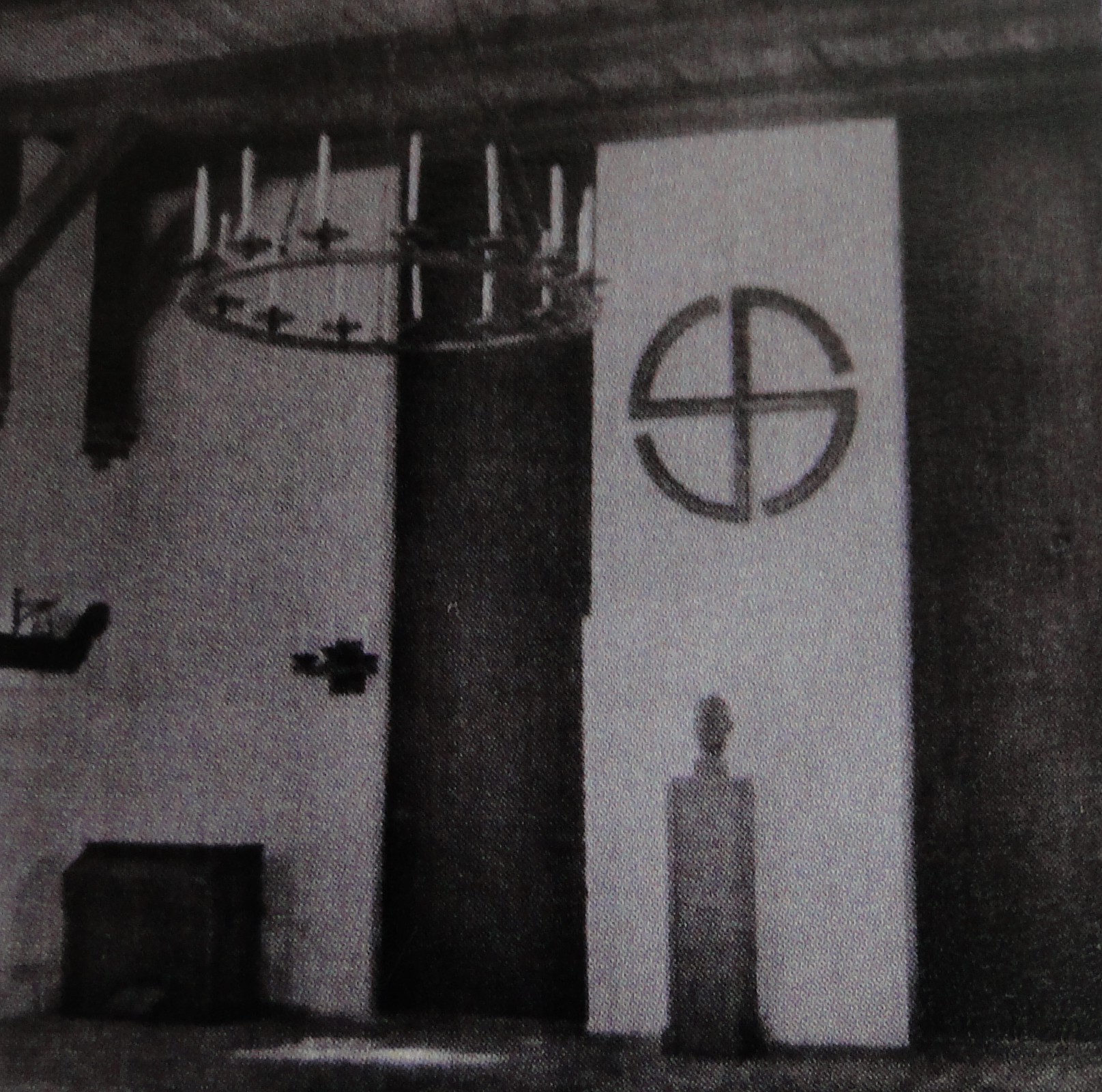
Westwand der Ahnenhalle mit Hitlerbüste von 1937 bis 1945

Nach Jahrzehnten des Verfalls erwarb die Stadt Güstrow 1931 die Kapelle und den aufgelassenen Friedhof von der Kirche. Bemühungen der Denkmalpflege, die Kapelle zu restaurieren, verliefen zunächst im Sande. Nach der Machtübernahme der Nationalsozialisten 1933 entstand der Plan, die Kapelle als nationalsozialistische Ahnenhalle umzuwidmen. Ahnenhallen dienten in der NS-Ideologie der öffentlichen Bewahrung der im rassischen Sinn hochstilisierten Familiengeschichte. Dazu wurde sie ab Oktober 1935 aufwändig restauriert. Das gesamte Dach wurde abgerissen und neu gebaut, ebenso die Längswände, deren Holzverfachung vermodert war, und auch die Westfassade wurde bis auf einen Rest abgetragen und neu aufgemauert. Der gesamte Bauprozess und das Ausmaß der Erneuerungen ist durch fotografische Aufnahmen des Güstrower Fotografen Berthold Kegebein gut dokumentiert. Er hielt auch Reste von Wandmalereien fest, die im Zuge der Neuaufmauerung der Wände zerstört oder übertüncht wurden. Gleichzeitig wurde der verwilderte Friedhof als Volkspark neu geordnet.
Die Einweihung dieser zweiten Ahnenhalle Mecklenburgs fand am 30. August 1937 durch Reichsstatthalter und Gauleiter Friedrich Hildebrandt statt. In den Worten des damaligen Güstrower Oberbürgermeisters Wilhelm Lemm sollte sie ein Denkmal der völkischen Idee sein. Im Inneren der weiß getünchten Halle befand sich an der Westwand eine Hitlerbüste unter einem Sonnenkreuz. Vor der Ostwand stand ein massiver Eichentisch mit Stühlen und an den Wänden waren Tafeln mit den Namen der ältesten Güstrower Geschlechter angebracht. Zur Ausstattung gehörten ein Ehrenbuch mit Stammbäumen Güstrower Familien und Beschreibungen der Gräber auf dem Gertrudenfriedhof.

## Barlach-Gedenkstätte

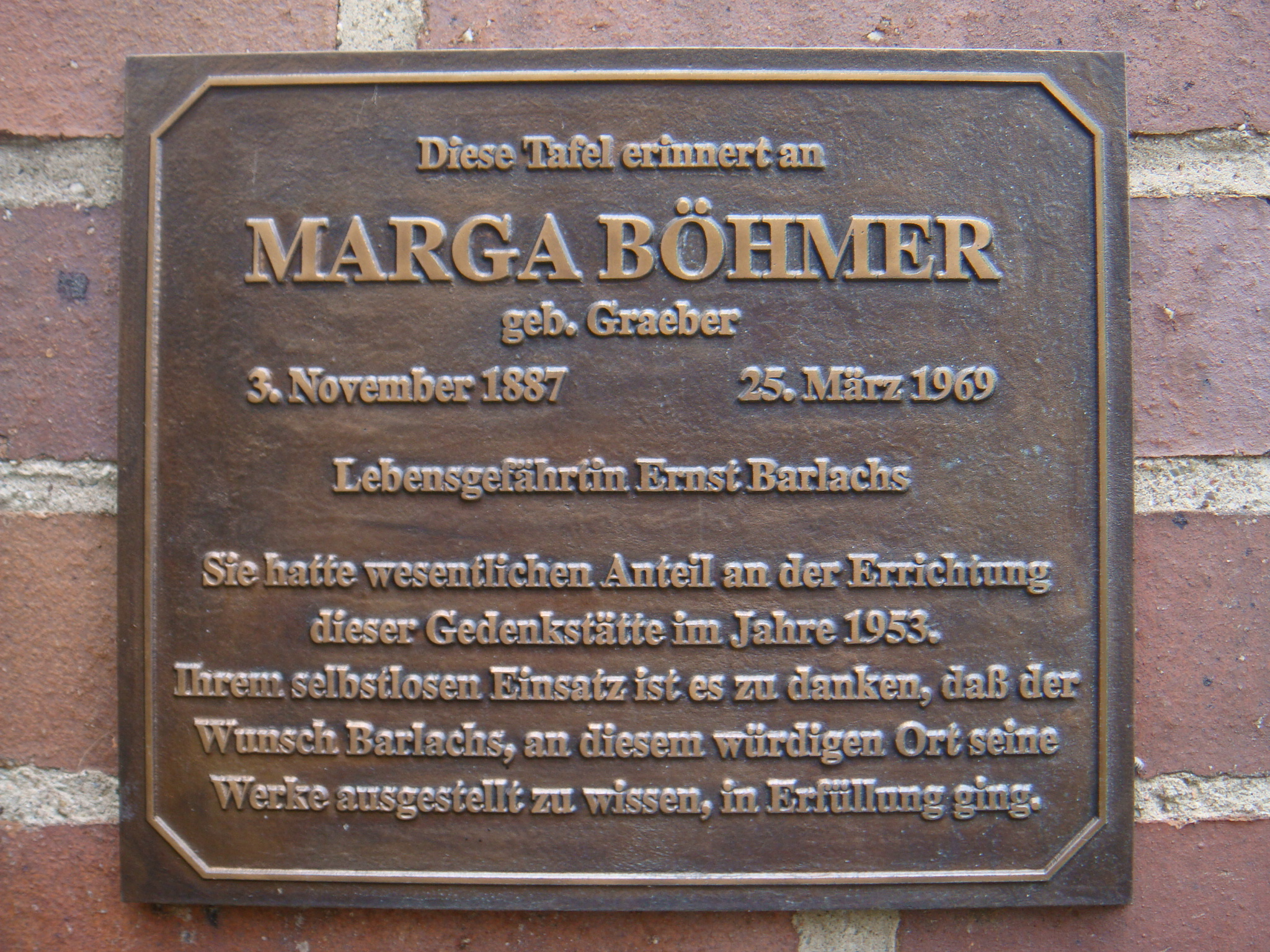
Gedenktafel für Marga Böhmer an der Gertrudenkapelle

Mit dem Ende des nationalsozialistischen Regimes 1945 stand die im Zweiten Weltkrieg unversehrt gebliebene Ahnenhalle zunächst wieder leer. 1949 beschloss der Güstrower Stadtrat, in ihr eine Barlach-Gedenk- und Ausstellungsstätte einzurichten. Schon 1934 hatte Berthold Kegebein ein später sehr bekanntes Porträtfoto von Barlach vor dem damals noch ruinösen Portal der Kapelle gemacht. Treibende Kraft bei dem Gedenkstätten-Projekt war Barlachs ehemalige Lebensgefährtin Marga Böhmer, die später im zu einer Wohnung ausgebauten Obergeschoss der Kapelle ihr Zuhause fand. Die Kapelle wurde von nationalsozialistischer Symbolik befreit, behielt aber baulich den Zustand von 1937. Als Barlach-Gedenkstätte wurde sie am 31. Oktober 1953 eingeweiht. In ihr wurden Skulpturen Barlachs dauerhaft ausgestellt.

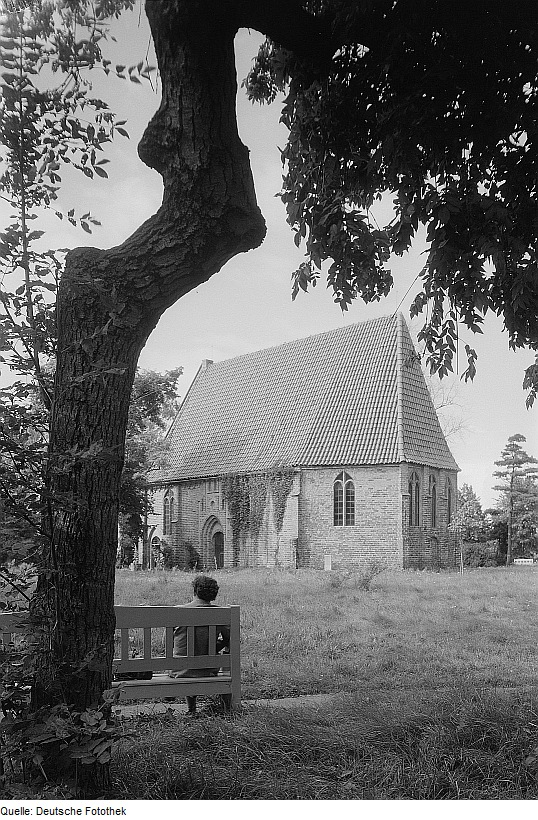
Ansicht von Südosten (1950)
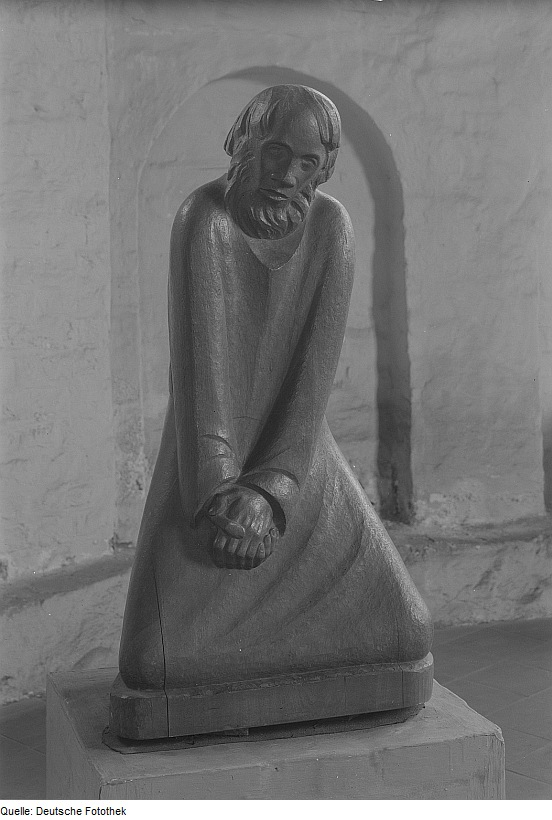
Der Zweifler
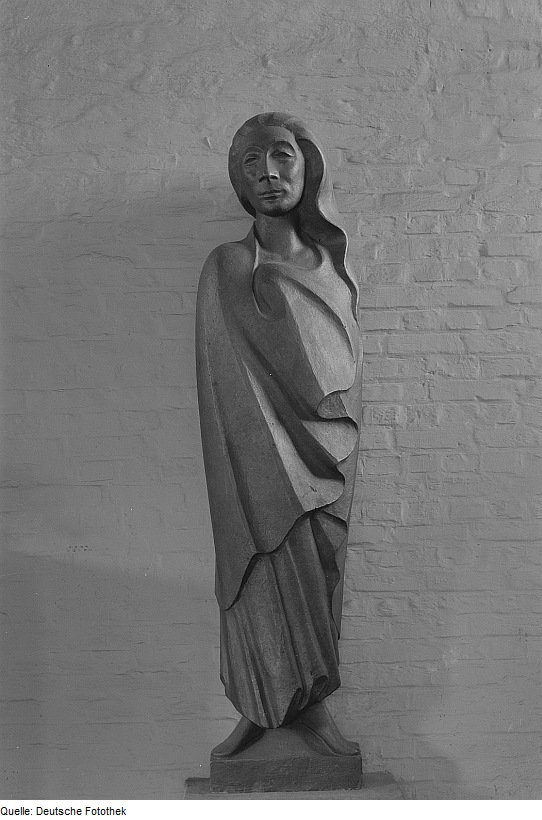
Frau im Wind
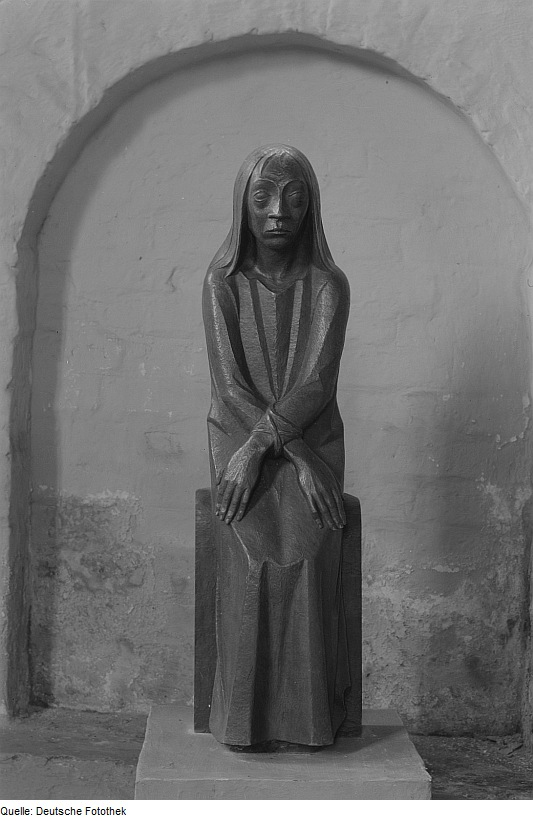
Gefesselte Hexe
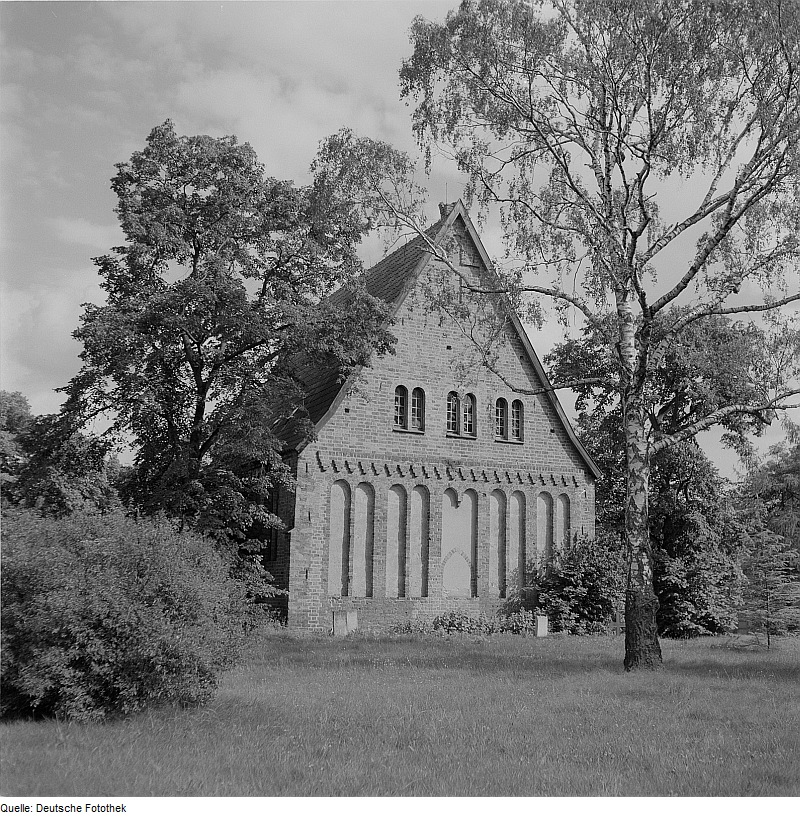
Westfassade (1965)
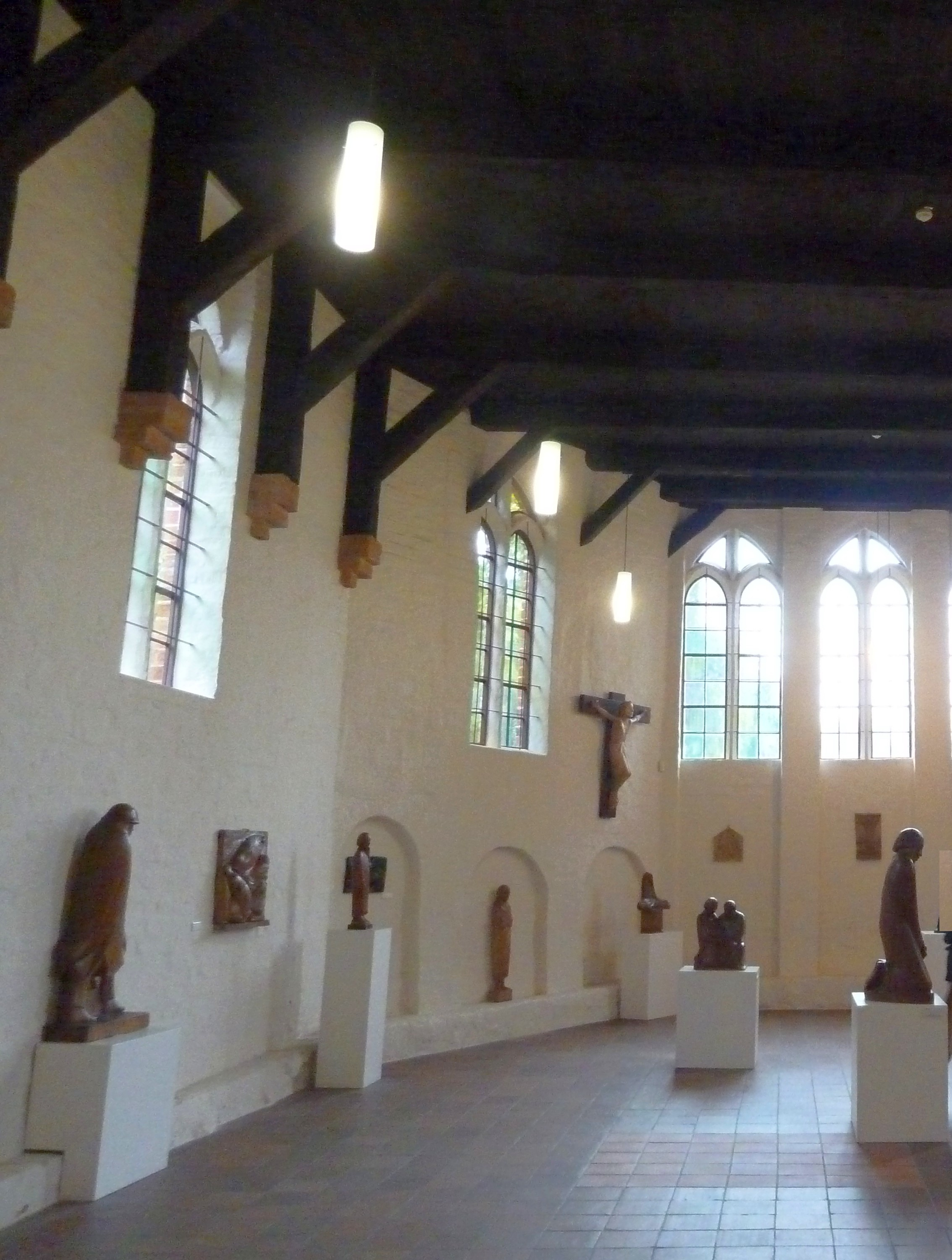
Teil der Sammlung 2021
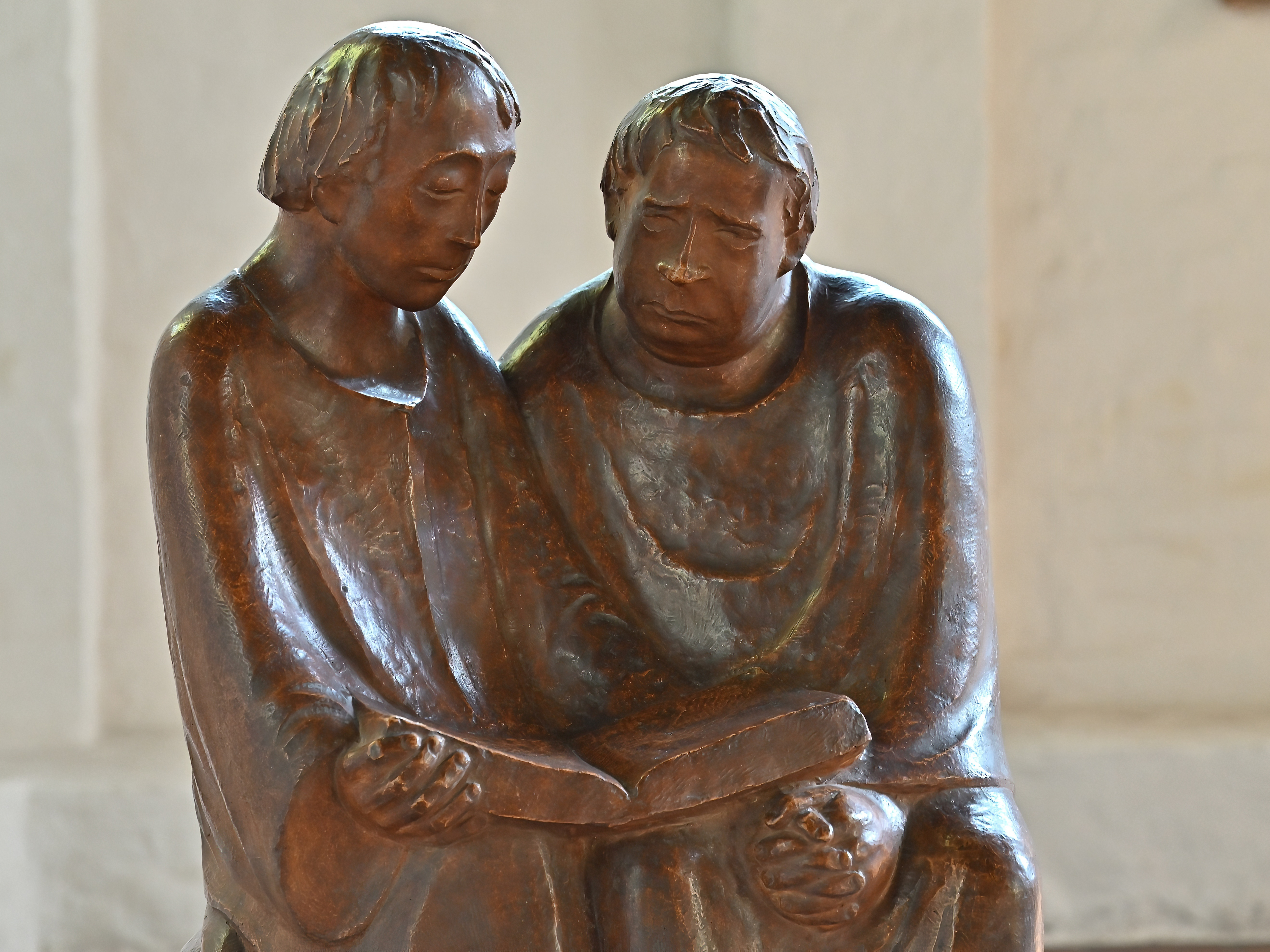
Lesende Mönche
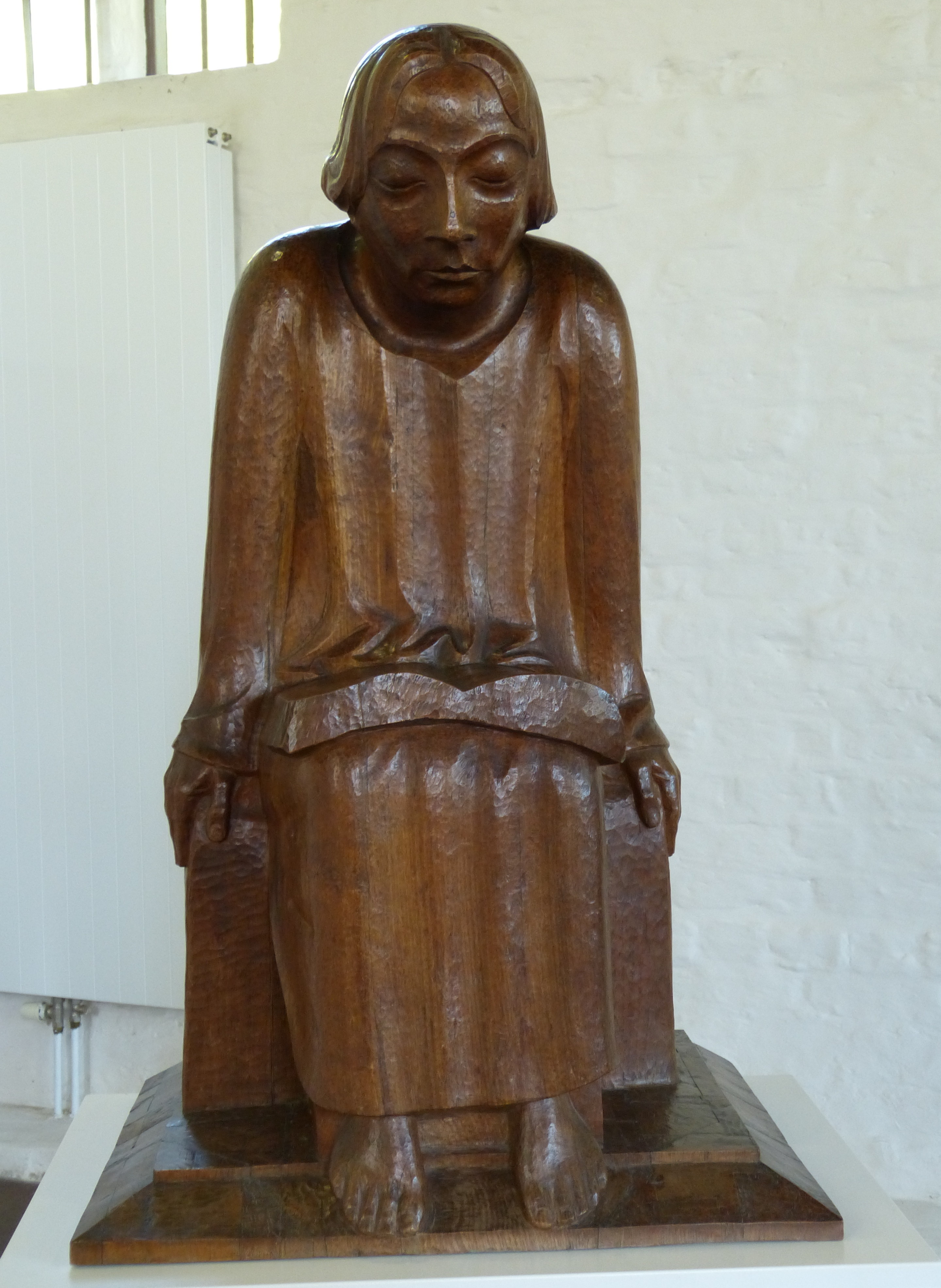
Lesender Klosterschüler
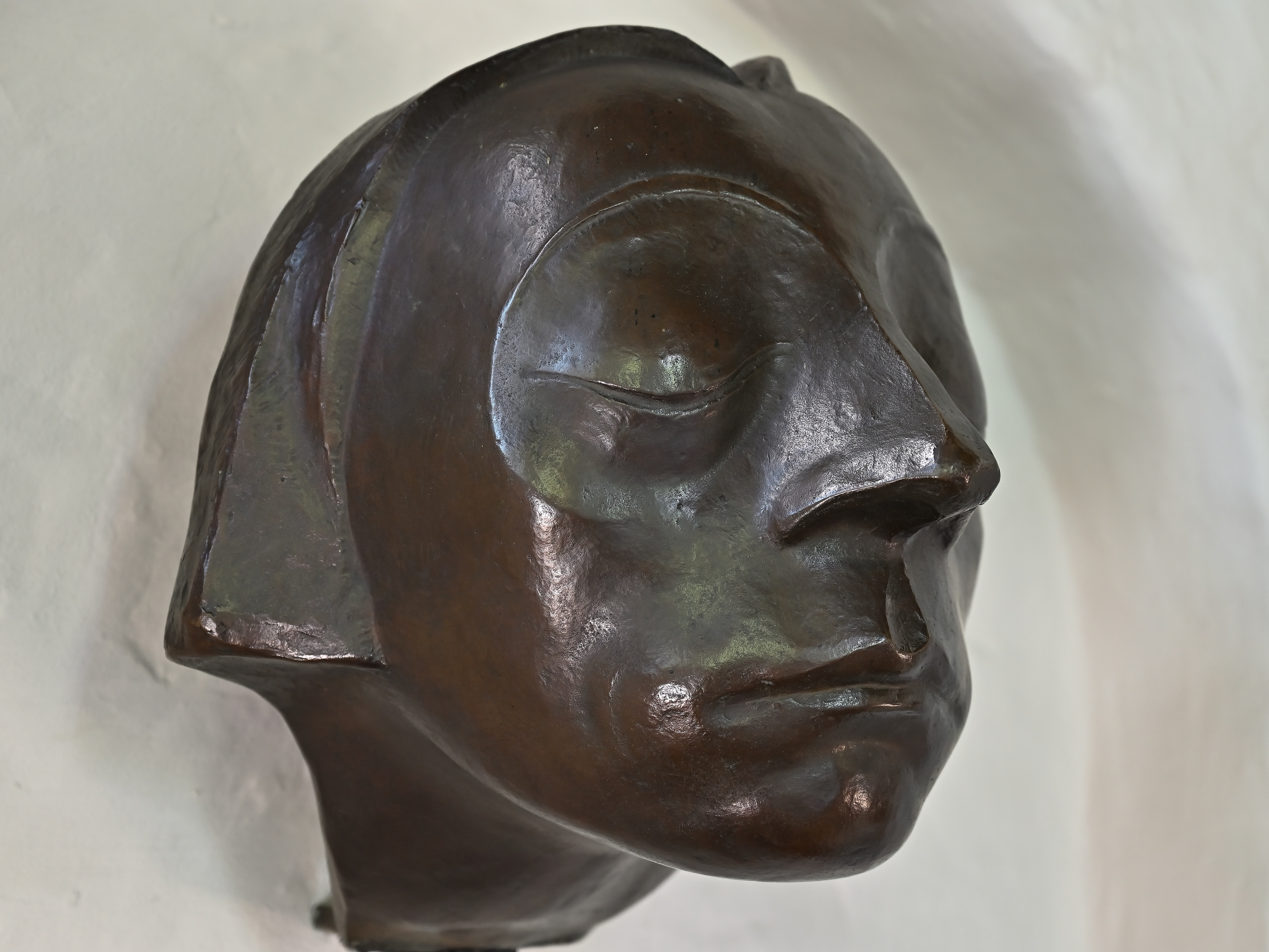
Der Kopf des Schwebenden

Seit 1994 Teil der Ernst-Barlach-Stiftung, wurde das Gebäude von 2006 bis 2007 saniert. Dabei wurde das Dach neu eingedeckt und die Statik verbessert. Im Inneren wurden Teile der Wandmalereien wiedergefunden und ein Feld, das die Geißelung Jesu zeigt, restauriert. 2008/2009 erhielt die Kapelle einen Besucherpavillon nach Plänen des Architekten Diethelm Hoffmann mit Sanitärräumen und einem Museumsshop in einem zurückhaltenden Anbau.
Heute ist die Gertrudenkapelle eins von drei Museen in Güstrow, die an das Leben und Werk von Ernst Barlach erinnern. Sie beherbergt Holzskulpturen und bildhauerische Werke. In seinem ehemaligen Atelierhaus am Inselsee werden Holzskulpturen, Plastiken und Werkmodelle gezeigt. Das diesem unmittelbar benachbarte Ausstellungsforum zeigt weitere Werke Barlachs und ein Grafikkabinett mit Zeichnungen, Drucken und Handschriften.